# Жан Анрі Шніцлер
Жан Анрі Шніцлер, Йоганн Генріх Шніцлер (фр. Jean Henri Schnitzler; 1802—1871) — французький історик і статистик.
У 1823-28 рр. жив в Росії домашнім учителем і зібрав великий матеріал про неї. Потім в 1829 р взявся керувати в Парижі «Encyclopédie des gens du monde» і був зайнятий цим до 1845 р. Член-кореспондент СПб АН з 20.12.1839 по відділенню історичних, філологічних та політичних наук.
У 1840-44 рр. був учителем німецької мови у принців і принцес Орлеанського дому. У 1847 році він отримав посаду інспектора міських шкіл Страсбурга, а в 1856 професуру загальної літератури в протестантській семінарії там же. Влітку 1864 року він зробив другу подорож до Росії.